# Budget de l'État français en 2019
Le budget de l'État français pour 2019 fixe les recettes et les dépenses prévues pour l'année 2019. Présenté en conseil des ministres le 24 septembre 2018, il a été adopté en lecture définitive par l'Assemblée nationale le 20 décembre 2018 et promulgué le 28 décembre, avec un déficit budgétaire prévisionnel de 107 milliards d'euros et un déficit public d'environ 47 % des ressources de l'État. Son examen par le Parlement a été marqué par le mouvement des Gilets jaunes qui a conduit à l'introduction de mesures d'urgences dégradant le solde budgétaire.

## Historique
Le projet de loi de finances pour 2019 est présenté par le Gouvernement le 24 septembre 2018.
Contexte indique que « les députés En marche qui ont réussi à faire adopter des amendements ont mené un minutieux travail de préparation. Les rares tentatives de passage en force ont été des échecs, le gouvernement gardant fermement le contrôle des débats ».
L'Assemblée nationale adopte le projet de budget en première lecture le 20 novembre 2018. Le déficit budgétaire de l'État est en légère augmentation à 99,066 milliards d'euros par suite des votes intervenus.
Au fur et à mesure que la discussion du projet de loi de finances avance à l'Assemblée nationale et au Sénat, la poursuite de la hausse des taxes sur les carburants, décidée auparavant mais non remise en cause par le projet de budget pour 2019, déclenche le mouvement de protestation des Gilets jaunes.
Le vote définitif du projet de loi de finances intervient le 20 décembre 2018 à l'Assemblée nationale, qui l'adopte par 182 voix pour et 52 contre.
La loi de finance et la loi de financement de la sécurité sociale sont promulguées le 28 décembre, quelques jours après la loi portant mesures d'urgence économiques et sociales. La loi portant création d'une taxe sur les services numériques et modification de la trajectoire de baisse de l'impôt sur les sociétés est promulguée le 29 juillet.
Un projet de loi de finances rectificative est présenté le 7 novembre 2019. Le texte ne comporte aucune disposition fiscale et seulement trois mesures strictement nécessaires à la fin de gestion qui portent sur des affectations de ressources.
La Cour des comptes publie son rapport sur le budget en avril 2020.

## Cadrage des finances publiques
Depuis le pacte budgétaire européen, le déficit public (solde de l’État + administrations de sécurité sociale + administrations publiques locales) et la dette publique font l’objet de trajectoires pluriannuelles.
| Date | Prévision du Gouvernement | Prévision du Gouvernement | Avis HCFP |
| --- | ------------------------- | ------------------------- | --------- |
| | PIB                       | Déficit                   |           |
| janvier 2018 (LPFP) | 1,25 %                    | -2,9 %                    | [ 12 ]    |
| avril 2018 (PSTAB 2018-2022) | 1,9 %                     | -2,4 %                    | [ 14 ]    |
| octobre 2019 (PLF PLFSS 2019) | 1,7 %                     | -2,8 %                    | [ 15 ]    |
| décembre 2019 Loi de finances 2019 |                           | -3,2 %                    |           |
| | Réalisation               |                           |           |
| |                           | -3,0 %.                   | [ 18 ]    |
| « PIB » : croissance du produit intérieur brut de la France en % entre 2019 et 2020. « déficit » : déficit public de la France en 2020 en % du PIB |                           |                           |           |

## Loi de finances initiale
Le budget de l'État (et de l’État seulement), les mesures fiscales et les crédits ouverts sont votés dans la loi de finances.
Un enjeu important du projet de loi de finances est la transformation du crédit d'impôt pour la compétitivité et l'emploi (CICE) en baisses de charges pérennes, car les finances publiques doivent supporter simultanément le remboursement du CICE au titre de l'année 2018 et la baisse des cotisations au titre de 2019.

### Mesures fiscales
Le gouvernement annonce 6 milliards de baisses d'impôts pour les ménages, et pas loin de 20 milliards pour les entreprises, dont les principales sont les suivantes :
- trois mesures ont été votées dans la précédente loi de finances :
  - la baisse de la taxe d'habitation se poursuit en 2019 avec une diminution globale de 3 milliards d'euros ;
  - le crédit d'impôt compétitivité emploi (CICE) est transformé en baisse de charges pérennes à compter du 1er janvier 2019 ;
  - la baisse de l'impôt sur les sociétés se poursuit en 2019, le taux normal appliqué aux entreprises passant à 31 % contre 33,3 % précédemment ;
- la fiscalité écologique continue à augmenter, en particulier sur les carburants selon une trajectoire déjà prévue l'année passée. Sous la pression du mouvement des Gilets jaunes, le gouvernement accepte toutefois d'annuler la hausse de cette taxation sur les carburants, ainsi que la hausse du gazole non routier[19] ;
- l'exit tax, dont l'objectif est de freiner l'exil fiscal des entrepreneurs et dont Emmanuel Macron avait annoncé la suppression en mai, s'appliquera aux cessions intervenant moins de deux ans après l'expatriation du contribuable, au lieu de quinze.
- L’État transfère près de 31 milliards d’euros de TVA à la branche maladie de la sécurité sociale pour compenser le basculement du CICE en baisse de cotisations sociales[20].

Par ailleurs, la loi de finances supprime certaines taxes à faible rendement.

### Mesures relatives aux dépenses de l'État
Le gouvernement prévoit une augmentation de la dépense publique :
- la revalorisation des aides personnalisées au logement (APL) est limitée à 0,3 % en 2019, soit un niveau inférieur à l'inflation prévue à 1,3 % ;
- les crédits affectés au logement baissent d'environ 1,16 milliard d'euros, en particulier en basant les APL sur les revenus actuels et non ceux d'il y a deux ans ;
- les crédits consacrés aux contrats aidés diminuent de 2,1 milliards d'euros et les aides publiques aux entreprises diminuent de 1 milliard d'euros ;
- le nombre de postes au sein de l'État diminue de 4 164 postes ;
- des économies sont également prévues dans l'audiovisuel public et les chambres de commerce et d'industries (CCI).

En réponse au mouvement des Gilets jaunes, la loi de finances prévoit finalement une accélération de la hausse de la prime d'activité.

### Chiffres du budget promulgué
|                                                    |                                                                |                                                                                                   |                                                                                                   |                                                                                                   | Ressources | Charges  | Soldes   |  |
| -------------------------------------------------- | -------------------------------------------------------------- | ------------------------------------------------------------------------------------------------- | ------------------------------------------------------------------------------------------------- | ------------------------------------------------------------------------------------------------- | ---------- | -------- | -------- |  |
|                                                    |                                                                |                                                                                                   |                                                                                                   | Recettes fiscales brutes/dépenses brutes (a)                                                      | 409 415    | 468 550  |          |  |
|                                                    |                                                                |                                                                                                   |                                                                                                   | Remboursements et dégrèvements (-b)                                                               | −135 883   | −135 883 |          |  |
|                                                    |                                                                |                                                                                                   | Recettes fiscales nettes/dépenses nettes (c=a-b)                                                  | Recettes fiscales nettes/dépenses nettes (c=a-b)                                                  | 273 532    | 332 667  |          |  |
|                                                    |                                                                |                                                                                                   | Recettes non fiscales (d)                                                                         | Recettes non fiscales (d)                                                                         | 12 487     |          |          |  |
|                                                    |                                                                | Recettes totales nettes/dépenses nettes (e=c+d)                                                   | Recettes totales nettes/dépenses nettes (e=c+d)                                                   | Recettes totales nettes/dépenses nettes (e=c+d)                                                   | 286 019    | 332 667  |          |  |
|                                                    |                                                                | Prélèvements sur recettes au profit des collectivités territoriales et de l'Union européenne (-f) | Prélèvements sur recettes au profit des collectivités territoriales et de l'Union européenne (-f) | Prélèvements sur recettes au profit des collectivités territoriales et de l'Union européenne (-f) | −62 018    |          |          |  |
|                                                    | Budget général (g=e-f)                                         | Budget général (g=e-f)                                                                            | Budget général (g=e-f)                                                                            | Budget général (g=e-f)                                                                            | 224 001    | 332 667  | −108 667 |  |
|                                                    | Évaluation des fonds de concours et crédits correspondants (h) | Évaluation des fonds de concours et crédits correspondants (h)                                    | Évaluation des fonds de concours et crédits correspondants (h)                                    | Évaluation des fonds de concours et crédits correspondants (h)                                    | 5 337      | 5 337    |          |  |
| Budget général y compris fonds de concours (i=g+h) | Budget général y compris fonds de concours (i=g+h)             | Budget général y compris fonds de concours (i=g+h)                                                | Budget général y compris fonds de concours (i=g+h)                                                | Budget général y compris fonds de concours (i=g+h)                                                | 229 337    | 338 004  |          |  |
| Budgets annexes (j)                                | Budgets annexes (j)                                            | Budgets annexes (j)                                                                               | Budgets annexes (j)                                                                               | Budgets annexes (j)                                                                               | 2 352      | 2 348    | 4        |  |
| Comptes spéciaux (k)                               | Comptes spéciaux (k)                                           | Comptes spéciaux (k)                                                                              | Comptes spéciaux (k)                                                                              | Comptes spéciaux (k)                                                                              |            |          | 985      |  |
| Solde général (=g+j+k)                             | Solde général (=g+j+k)                                         | Solde général (=g+j+k)                                                                            | Solde général (=g+j+k)                                                                            | Solde général (=g+j+k)                                                                            |            |          | −107 678 |  |

|                                         |                                                                                   | Évaluation      |
| --------------------------------------- | --------------------------------------------------------------------------------- | --------------- |
|                                         | Impôt sur le revenu                                                               | 86 907 322 000  |
|                                         | Impôt sur les sociétés                                                            | 67 301 892 000  |
|                                         | Taxe intérieure de consommation sur les produits énergétiques                     | 13 245 199 000  |
|                                         | Taxe sur la valeur ajoutée                                                        | 185 120 556 000 |
|                                         | Autres contributions fiscales                                                     | 56 839 748 000  |
| Recettes fiscales                       | Recettes fiscales                                                                 | 409 414 717 000 |
|                                         | Dividendes et recettes assimilées                                                 | 6 243 446 000   |
|                                         | Produits de la vente de biens et services                                         | 1 314 072 000   |
|                                         | Amendes, sanctions pénalités et frais de poursuites                               | 1 376 506 000   |
|                                         | Divers                                                                            | 3 065 005 000   |
| Recettes non fiscales                   | Recettes non fiscales                                                             | 12 487 112 000  |
|                                         | Prélèvements sur les recettes de l’État au profit des collectivités territoriales | −40 575 360 000 |
|                                         | Prélèvement sur les recettes de l’État au profit de l’Union européenne            | −21 443 000 000 |
| Prélèvements sur les recettes de l’État | Prélèvements sur les recettes de l’État                                           | −62 018 360 000 |
| Fonds de concours                       | Fonds de concours                                                                 | 5 336 673 512   |

Les crédits ouverts aux ministres par la loi de finances initiale pour 2019 au titre du budget général sont répartis conformément au tableau suivant.
| Mission                                                   | Montant en euros du crédit de paiement | Ministre disposant des crédits Les missions sont décomposées de plusieurs programmes. Lorsque plusieurs ministres sont indiqués, chacun est responsable d'un programme, au sein de la mission                                                                    |
| --------------------------------------------------------- | -------------------------------------- | --- |
| Action et transformation publique                         | +000312 100 000,                       | Ministre de l'Action et des comptes publics |
| Action extérieure de l'État                               | +002 872 582 017,                      | Ministre de l'Europe et des Affaires étrangères |
| Administration générale et territoriale de l'État         | +002 835 989 267,                      | Ministre de l’Intérieur |
| Agriculture, alimentation, forêt et affaires rurales      | +002 921 710 825,                      | Ministre l'Agriculture et de l'alimentation |
| Aide publique au développement                            | +003 078 496 602,                      | Ministre de l’Économie et des Finances, ministre de l'Europe et des Affaires étrangères |
| Anciens combattants, mémoire et liens avec la nation      | +002 301 874 967,                      | Ministre des Armées, Premier ministre |
| Cohésion des territoires                                  | +016 390 355 044,                      | Ministre de la cohésion des territoires et des relations avec les collectivités territoriales, Premier Ministre |
| Conseil et contrôle de l’État                             | +000680 790 274,                       | Premier ministre |
| Crédits non répartis                                      | +000176 749 773,                       | Ministre de l'Action et des comptes publics |
| Culture                                                   | +002 930 086 869,                      | Ministre de la Culture |
| Défense                                                   | +044 354 203 916,                      | Ministre des Armées |
| Direction de l'action du Gouvernement                     | +001 326 037 346,                      | Premier ministre |
| Écologie, développement et mobilité durable               | +012 165 524 585,                      | Ministre de la Transition écologique et solidaire |
| Économie                                                  | +001 939 622 528,                      | Ministre de l’Économie et des Finances |
| Engagements financiers de l’État                          | +042 471 457 783,                      | Ministre de l’Économie et des Finances |
| Enseignement scolaire                                     | +072 759 794 481,                      | Ministre de l’Éducation nationale et de la Jeunesse, ministre de l'Agriculture et de l'alimentation |
| Gestion des finances publiques et des ressources humaines | +010 442 121 171,                      | Ministre de l'Action et des comptes publics |
| Gestion des finances publiques                            | +00 000 000 0000,                      | |
| Immigration, asile et intégration                         | +001 688 406 760,                      | Ministre de l’Intérieur |
| Investissements d'avenir                                  | +001 049 500 000,                      | Premier ministre |
| Justice                                                   | +009 056 907 215,                      | Garde des sceaux, ministre de la Justice |
| Médias, livre et industries culturelles                   | +000579 449 028,                       | Ministre de la Culture |
| Outre-mer                                                 | +002 575 696 928,                      | Ministre des Outre-mer |
| Plan de relance                                           | +00 000 000 0000,                      | |
| Plan d’urgence face à la crise sanitaire                  | +00 000 000 0000,                      | |
| Pouvoirs publics                                          | +000991 344 491,                       | (non géré par le Gouvernement) |
| Recherche et enseignement supérieur                       | +028 147 270 464,                      | Ministre de l'enseignement supérieur, de la recherche et de l'innovation, ministre de la transition écologique et solidaire, ministre de l’Économie et des Finances, ministre des armées, ministre de la culture, ministre de l'agriculture et de l'alimentation |
| Régimes sociaux et de retraite                            | +006 284 340 353,                      | Ministre de la transition écologique et solidaire, ministre de l'action et des comptes publics |
| Relations avec les collectivités territoriales            | +003 438 877 817,                      | Ministre de la cohésion des territoires et des relations avec les collectivités territoriales |
| Remboursements et dégrèvements                            | +135 882 665 000,                      | Ministre de l'Action et des comptes publics |
| Santé                                                     | +001 421 461 592,                      | Ministre des Solidarités et de la Santé |
| Sécurités                                                 | +020 134 577 245,                      | Ministre de l’Intérieur |
| Solidarité, insertion et égalité des chances              | +023 899 461 978,                      | Ministre des Solidarités et de la Santé, Premier ministre |
| Sports, jeunesse et vie associative                       | +000989 740 267,                       | Ministre des sports, ministre de l’Éducation nationale et de la jeunesse |
| Transformation et fonction publiques                      | +00 000 000 0000,                      | |
| Travail et emploi                                         | +012 450 918 883,                      | Ministre du travail |
| Total                                                     | +468 550 115 469,                      | |

## Loi de financement de la Sécurité sociale
La loi de financement de la Sécurité sociale fixe les prévisions de recettes, les objectifs de dépenses de la Sécurité sociale. Ce n’est pas un budget à proprement parler.
Pour l’année 2019, il est prévu, pour toutes branches (hors transferts entre branches), y compris Fonds de solidarité vieillesse des recettes de 509 milliards d’euros et des dépenses de 506 milliards d’euros.
Parmi les mesures prises dans la loi de financement :
- les cotisations salariales sur les heures supplémentaires sont supprimées pour tous les salariés à partir du 1er septembre 2019 pour un coût budgétaire de 2 milliards d'euros. Les pensions de retraite sont également revalorisés de 0,3 %, soit là encore une économie d'un peu plus d'un milliard d'euros.
- la revalorisation des allocations familiales est limitée à 0,3 % en 2019 ;
- la baisse des cotisations sociales à la suite de la suppression du CICE.

## Comptes de l'État
Le solde de l’État présente un déficit de 92 milliards d’euros. Selon la  Cour des comptes, qui contrôle l'exécution des lois de finances, le déficit augmente par rapport à 2018 (76 milliards d'euros) du fait du basculement du CICE et des mesures exceptionnelles « gilets jaunes ». Les recettes nettes de l’État diminuent du fait de l’augmentation de la fraction de TVA affectée à la sécurité sociale en contrepartie de l’augmentation des allègements de cotisations sociales et de l’affectation à l’État d’une partie des prélèvements sociaux sur les revenus du capital. La vente de 52 % de la Française des jeux a rapporté 1,9 milliard d'euros (qui sont inscrits dans les comptes spéciaux).
La différence par rapport à la prévision (107 milliards) s’explique notamment par un niveau plus élevé qu’attendu des recettes fiscales nettes et par une moindre charge d’intérêts de la dette.
|                                                    |                                                    |                                                                                                   |                                                                                                   |                                                                                                   | Recettes | Dépenses | Soldes  |  |
| -------------------------------------------------- | -------------------------------------------------- | ------------------------------------------------------------------------------------------------- | ------------------------------------------------------------------------------------------------- | ------------------------------------------------------------------------------------------------- | -------- | -------- | ------- |  |
|                                                    |                                                    |                                                                                                   |                                                                                                   | Recettes fiscales brutes/dépenses brutes (a)                                                      | 421 353  | 470 317  |         |  |
|                                                    |                                                    |                                                                                                   |                                                                                                   | Remboursements et dégrèvements (-b)                                                               | −140 063 | −140 063 |         |  |
|                                                    |                                                    |                                                                                                   | Recettes fiscales nettes/dépenses nettes (c=a-b)                                                  | Recettes fiscales nettes/dépenses nettes (c=a-b)                                                  | 281 289  | 330 253  |         |  |
|                                                    |                                                    |                                                                                                   | Recettes non fiscales (d)                                                                         | Recettes non fiscales (d)                                                                         | 13 967   |          |         |  |
|                                                    |                                                    | Recettes totales nettes/dépenses nettes (e=c+d)                                                   | Recettes totales nettes/dépenses nettes (e=c+d)                                                   | Recettes totales nettes/dépenses nettes (e=c+d)                                                   | 295 256  | 330 253  |         |  |
|                                                    |                                                    | Prélèvements sur recettes au profit des collectivités territoriales et de l'Union européenne (-f) | Prélèvements sur recettes au profit des collectivités territoriales et de l'Union européenne (-f) | Prélèvements sur recettes au profit des collectivités territoriales et de l'Union européenne (-f) | −61 914  |          |         |  |
|                                                    | Budget général (g=e-f)                             | Budget général (g=e-f)                                                                            | Budget général (g=e-f)                                                                            | Budget général (g=e-f)                                                                            | 233 341  | 330 253  |         |  |
|                                                    | Fonds de concours (h)                              | Fonds de concours (h)                                                                             | Fonds de concours (h)                                                                             | Fonds de concours (h)                                                                             | 5 815    | 5 815    |         |  |
| Budget général y compris fonds de concours (i=g+h) | Budget général y compris fonds de concours (i=g+h) | Budget général y compris fonds de concours (i=g+h)                                                | Budget général y compris fonds de concours (i=g+h)                                                | Budget général y compris fonds de concours (i=g+h)                                                | 239 156  | 336 068  | −96 911 |  |
| Budgets annexes (j)                                | Budgets annexes (j)                                | Budgets annexes (j)                                                                               | Budgets annexes (j)                                                                               | Budgets annexes (j)                                                                               | 2 429    | 2 265    | 164     |  |
| Comptes spéciaux (k)                               | Comptes spéciaux (k)                               | Comptes spéciaux (k)                                                                              | Comptes spéciaux (k)                                                                              | Comptes spéciaux (k)                                                                              |          |          | 4 061   |  |
| Solde général (=i+j+k)                             | Solde général (=i+j+k)                             | Solde général (=i+j+k)                                                                            | Solde général (=i+j+k)                                                                            | Solde général (=i+j+k)                                                                            |          |          | −92 685 |  |